# Kim sắc đường
Kim sắc đường (Konjiki-dō) là khu lăng mộ và đền thờ thuộc Trung Tôn tự (Chūson-ji), một ngôi chùa Thiên Thai tông tại tỉnh Iwate miền Đông Bắc Nhật Bản, là một Phật đường được kiến tạo vào cuối thời kỳ Heian. Kim sắc đường được Fujiwara no Kiyohira (藤原清衡) kiến lập vào năm Tenji đầu tiên (Tây lịch 1124) và là công trình kiến trúc tiêu biểu cho Tịnh độ tông trong thời Heian, cùng với Phượng Hoàng đường (Hō-ō-dō) thuộc Bình Đẳng viện (Byōdō-in) ở kinh đô Kyōto. Kim sắc đường là kết tập kỹ thuật đương thời và được chỉ định là quốc bảo (báu vật quốc gia) của Nhật Bản. Kim sắc đường thuộc quyền sở hữu của pháp nhân tôn giáo Kim sắc viện (Konjiki-in).

## Kiến trúc và trang trí bên trong

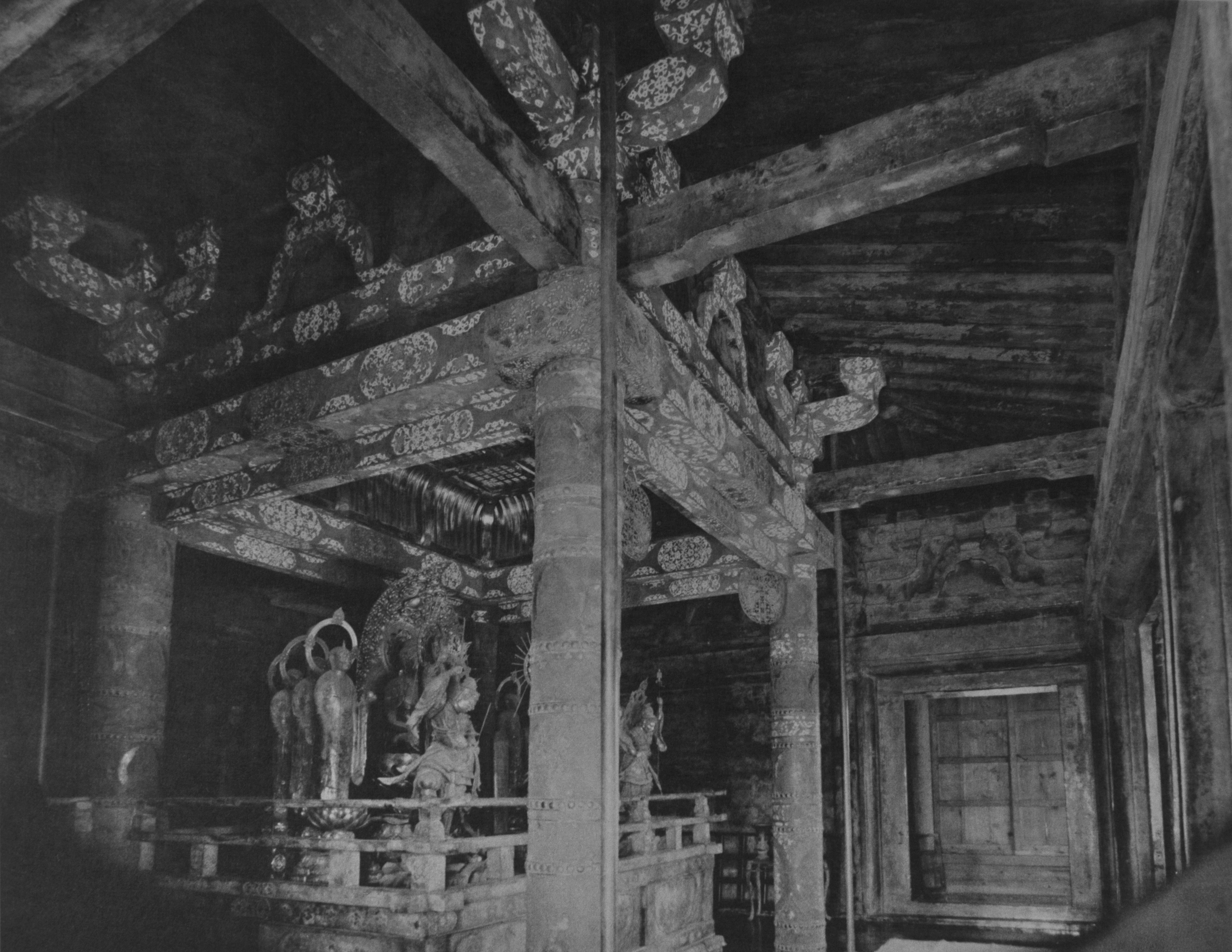
Bên trong đường

### Khái yếu
Kim sắc đường được xây hơi hướng về phía Tây của khuôn viên Trung Tôn tự, mặt chính diện ở phía Đông và là một tiểu Phật đường mỗi bề 5.5m, mặt chính diện và mặt bên rộng 3 gian. Đường nằm bên trong phúc đường (ōi-dō, saya-dō. Phúc đường là một công trình kiến trúc đơn giản bao bọc bên ngoài để bảo vệ các di tích lịch sử, kiến trúc quan trọng) và ngăn cách với không khí bên ngoài bởi lồng thủy tinh.
Kim sắc đường được xây dựng dưới bàn tay của Fujiwara no Kiyohira, ông tổ của dòng họ Fujiwara ở miền Ōshū phía Bắc nước Nhật. Trên cây đòn dông còn có bút tích ghi lại quá trình xây dựng, đàn chủ xây dựng, tên người thợ mộc là Oribe Kiyokuni cùng với niên hiệu Tenji nguyên niên (1124) nên người ta cho rằng đường được kiến lập vào năm này. Năm 2006, khi tháo dở đường để trùng tu thì sở nghiên cứu tài sản văn hóa Nara đã lấy ra một phần vật liệu của Kim sắc đường và chụp ảnh bằng máy kỹ thuật số để điều tra niên đại theo phương pháp trắc định vân gỗ. Theo kết quả điều tra thì cây gỗ được dùng để kiến lập Kim sắc đường bị đốn hạ trong khoảng năm 1114~1116 nên thuyết cho rằng đường được kiến lập năm 1124 được củng cố về mặt khoa học. Năm Bunji thứ 5 (1189), ngay sau khi Fujiwara ở Ōshū diệt vong thì Shinren, một Bettō (Bettō là chức tăng quan) coi sóc kinh tạng của Trung Tôn tự có trình lên Minamoto no Yoritomo một bản báo cáo gọi là "tự tháp kỷ hạ chú văn" (Ji tō i ge no chū mon) ghi rõ các ngôi đường còn lại trong Trung Tôn tự đương thời, trong đó có đoạn ghi "Kim sắc đường 4 mặt trên dưới đều có màu vàng kim". Chi tiết này cho biết đương thời cũng gọi là "Kim sắc đường".

### Hình thức kiến trúc
Về mặt bằng thì mặt chính diện và các mặt bên của đường, mỗi mặt rộng 3 gian (1 gian khoảng 1.82m). Giữa các cột ở mặt chính diện, gian mép ngoài của mặt bên, gian chánh giữa của mặt sau đều có cửa cánh gỗ mở ra hai bên, các gian còn lại giữa các trụ là vách tường bằng gỗ xếp ngang. Các trụ gỗ có dạng ống, giữa các trụ với nhau được liên kết bằng thanh gỗ ngang theo 3 kiểu là liên kết bên dưới các trụ (Ji-nageshi), liên kết ngay bên trên rầm cửa lùa (Kamoi) giữa các trụ (Uchinori-nageshi) và liên kết phía trên đầu trụ (Kashira-nuki). Phần cơ cấu phía trên trụ, đỡ mái hiên gọi là Kumi-mono được cấu thành từ Santo (Tam đẩu, gồm Daito, Hijiki và Makito theo thứ tự từ dưới lên), Naka-zonae (Trung bị, cơ cấu nằm giữa các Kumi-mono để đỡ các thanh xà ngang nằm trên trụ, mang đậm tính trang trí) và Kaeru-mata (đùi ếch, bộ phận nằm giữa các thanh ngang, có chức năng nâng đỡ sức nặng phía trên và để trang trí, có hình chữ bát như con ếch bành 2 chân).
Mái hiên được cấu thành theo kiểu Futa-noki Shige-taruki, theo đó các thanh gỗ dài gọi là Taruki nối từ cây đòn dong ra đến mép hiên xếp thành 2 lớp, khoảng cách san sát nhau. Mái nhà theo kiểu Hōgyō-zukuri (bảo hình tạo/phương hình tạo), trong đó không tồn tại cây đòn dông ngang mà chỉ có các cây đòn bắt theo hướng chéo từ các góc, giao nhau tụ tại một điểm trên đỉnh, hình thành nên dạng kim tự tháp.
Phần mái được lợp từ những miếng gỗ có hình ngói. Xung quanh Kim sắc đường có phần rìa bao quanh nhưng không có lan can hay bậc tam cấp.
Bên trong đường có 4 trụ đứng, phía trong là "nội trận" (Naijin, phần sâu bên trong, nơi an trí tượng Phật bổn tôn) còn phía ngoài là "ngoại trận" (gejin, phía ngoài nơi khách thập phương lễ bái). Nếu biểu ký theo phương pháp thể hiện quy mô mặt bằng của công trình kiến trúc được dùng từ thời kỳ Heian là "gian diện ký pháp" (kenmen kihō) thì Kim sắc đường là "nhất gian tứ diện" (1 gian 4 mặt), là điển hình của kiến trúc A Di Đà đường. Bên trong nội trận có Tu Di đàn (Shumidan, phần bệ an trí tượng Phật) được trang sức bằng các thứ vàng kim và đồ sơn mài, nằm hơi lùi về phía sau so với 2 cây trụ đằng trước. Phía trong bên tả và bên hữu của ngoại trận (góc Tây Bắc và góc Tây Nam) từng bên đều có bố trí Tu Di đàn, nhưng là do đời sau đặt vào chứ nguyên thủy không có. Gian bên hông được nối nhau bằng Mume (thanh ngang không có rãnh để đưa cửa lùa vào), Nageshi (thanh gỗ ngang liên kết giữa các trụ) và Kashira-nuki (thanh gỗ ngang nối phía trên đầu trụ) và giữa các trụ có đặt các cơ cấu Santo (Tam đẩu) đỡ phần mái, giữa cơ cấu đỡ này lại đặt các đùi ếch (Kaeru-mata). Các trụ ở bên hông được nối nhau bằng những thanh gỗ ngang, cong hình cầu vòng gọi là Tsunagi-kōryō. Phần mái thì phía nội trận làm theo kiểu Oriage Kogumi gō tenjō, theo đó bên trong khung trần nhà được nâng cao hơn một bậc, còn phía ngoại trận thì theo kiểu Keshō Yane-ura không lót tấm trần, để lộ phía sau phần gỗ lợp mái và cây gỗ Taruki đỡ mái nhà. Trên 3 Tu Di đàn có an trí tượng A Di Đà tam tôn như thuật ở phần sau. Phía trong Tu Di đàn có an trí xác ướp của 4 đời dòng họ Fujiwawa. Tu Di đàn chính giữa chứa xác của Kiyohira, đàn bên hữu là xác con trai Motohira và thủ cấp của người chắt là Yasuhira, đàn bên tả là xác người cháu nội Hidehira. Di thể của họ không được chôn dưới đất mà được đặt trong cỗ quan hình hộp bằng gỗ dát vàng an trí bên trong đường. Như vậy thì Kim sắc đường là một tòa kiến trúc A Di Đà đường, còn mang tính cách mộ đường, miếu đường của dòng họ Fujiwara.

### Trang sức
Đúng như tên gọi, cả bên trong lẫn bên ngoài của Kim sắc đường đều được dát vàng. Từ cửa, tường, mái hiên cho đến mặt sàn đều được quét sơn mài, sau đó dát lên trên một lớp vàng. Tuy nhiên khi tháo dỡ để tu sửa thì không xác nhận được vết tích dát vàng ở phần ngói gỗ nên chỉ có bộ phận này được cho là không được dát vàng.
Trong đường có 4 trụ gọi là "trụ cuốn" (Maki-bashira), đẽo theo hình bát giác từ gỗ cây Hiba (một loại bách) và được dán thêm phần gỗ cây Sugi (liễu sam) để bo thành hình trụ tròn. Cách làm này nhằm tránh việc gỗ bị nứt do khô và cũng là để trang sức sơn mài lên bề mặt của trụ. Trên 4 trụ cuốn có vẽ các Bảo tướng hoa văn (Hōsōge-mon); một dạng họa tiết trang trí thịnh hành trong thời Nara, Heian, và hình tượng Phật bằng khảm vỏ ốc và thủ pháp gọi là Maki-e, theo đó hình tượng được vẽ bằng sơn mài, sau được phủ lên một lớp bột vàng, bạc cùng màu sắc. Đây là trường hợp hiếm hoi ở Nhật Bản thể hiện tượng Phật trong Phật đường không phải qua bích họa mà qua đồ thủ công mỹ nghệ sơn mài.
Phần tiếp giáp với sàn nhà của mỗi trụ được bao bọc bằng đế kim loại hình cánh sen. Phần thân trụ có thể hiện Bảo tướng hoa văn bằng khảm vỏ ốc Dạ quang và thủ pháp Ikakeji, một kiểu xử lý nền của tranh Maki-e, theo đó người ta rải bột vàng, bạc đã mài lên trên lớp sơn mài nền, sau đó quét sơn lên. Bảo tướng hoa văn ở thân trụ được thể hiện thành 5 dải hẹp, hình thành nên 4 họa khu trên thân trụ. Trong số này thì 3 họa khu phía trên thể hiện tượng Bồ Tát bằng thủ pháp Togidashi Maki-e (vẽ bằng sơn mài, sau rải bột vàng, bạc và màu sắc lên, để khô rồi lại quét sơn lên. Sau khi để khô lần nữa thì dùng than gỗ để mài phần bột ra), còn họa khu phía dưới cùng thể hiện Bảo tướng hoa văn với nét to bằng khảm vỏ ốc. Mỗi trụ thể hiện 4 pho tượng Bồ Tát ở 3 hàng như vậy, nên tổng thể tượng Bồ Tát trên mỗi trụ là 12 pho và cả thảy trong đường là 48 pho. Về danh hiệu và chủ đề các tượng Bồ Tát này thì có nhiều thuyết khác nhau, không thống nhất. Và trong số 4 trụ thì 2 trụ phía sau là hàng phục nguyên khi tháo dỡ để trùng tu, còn trụ gốc vì mục nát nên không được sử dụng sau khi trùng tu mà bảo quản ở nơi khác.
Các cơ cấu liên kết trong nội trận như Mume, Nageshi, Kashira-nuki, Santo, Kaeru-mata đều được trang trí Bảo tướng hoa văn với thủ pháp Ikakeji và khảm vỏ ốc. Phần Mume và Nageshi thì ngoài khảm vỏ ốc, còn được dán hình trang sức Bảo tướng hoa văn bằng miếng đồng gia công theo phương pháp khoét (Sukashi-bori) ở chính giữa của 2 mép. Trần nhà được dát vàng kín mặt, còn phần giao nhau giữa các vật liệu ngang dọc trên trần được dán trang sức bằng miếng đồng khoét hình Bảo tướng hoa văn. Chính giữa phyần giao nhau có trang sức miếng kính bằng đồng trắng. Phần trần nhà phía trên Tu Di đàn chính giữa, bên tả và bên hữu có treo lộng (Tengai) bằng gỗ đẽo khoét, nhưng đây cũng là bản phục nguyên khi tháo dở, còn lộng nguyên bản đã được bảo quản ở nơi khác.
Mặt bên của Tu Di đàn được trang sức bằng hình chim Khổng tước theo phương pháp phù điêu. Kỹ pháp của đồ trang sức mặt bên của Tu Di đàn chính giữa và hai bên tả hữu cũng khác nhau. Tu Di đàn chính giữa chủ yếu được trang sức bằng Bảo tướng hoa văn kim loại theo phương pháp khoét, phần ván ghép ở mặt bên cũng được trang sức bằng phù điêu đồng. Trái lại, Tu Di đàn hai bên tả hữu chủ yếu được trang sức bằng đồ khảm vỏ ốc. Trên Tu Di đàn có lan can, đàn chánh giữa có lõi bằng gỗ cây Hinoki (một loại bách), trên có dán đồ khảm vỏ ốc trên nền gỗ cây Chỉ đàn (Giáng hương mắt chim). Trái lại, ở hai bên đàn tả hữu thì dùng phương pháp khảm vỏ ốc với Ikakeji như các chỗ khác trong đường. Phần Lan can của đàn chánh giữa có đường biên làm bằng chất sừng, trên có dán ngà voi thành đường thẳng. Kết quả giám định cho thấy đây không phải ngà của voi Á châu mà là voi Phi châu và được cho là du nhập vào Nhật Bản qua đường mậu dịch phương Bắc. Điều này cho thấy tài lực và thế lực của dòng họ Fujiwara ở Ōshū đương thời lớn mạnh như thế nào.

### Bảo tồn công trình

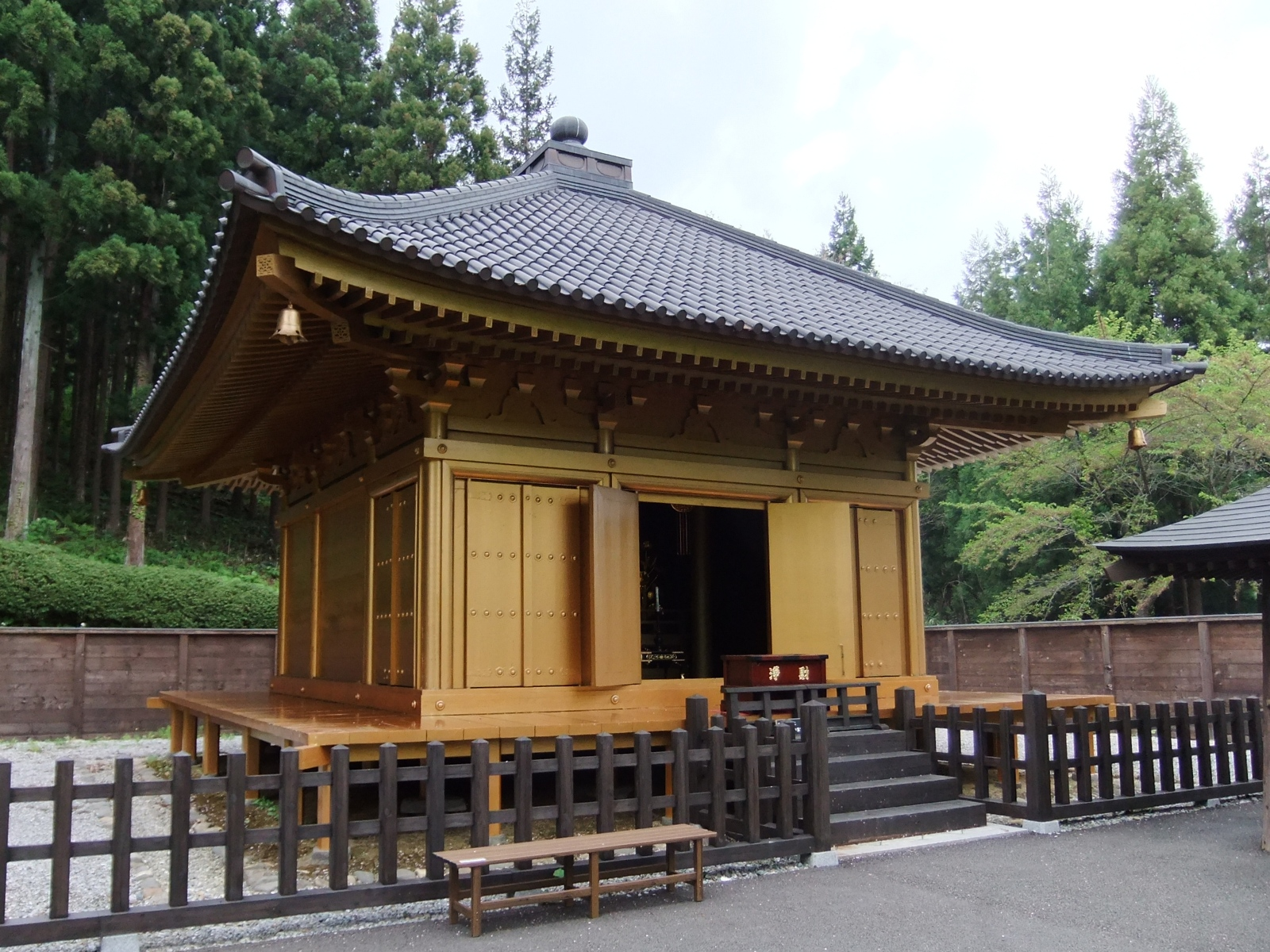
Mô phỏng Kim sắc đường ngoài trời

Đương thời, Kim sắc đường được xây dựng ngoài trời, nhưng mấy mươi năm sau kể từ khi kiến lập thì đường có thêm công trình tạm để che chắn mưa gió. Cuối cùng, đến năm Shō-ō đầu tiên (Tây lịch 1288) thì Tướng quân Mạc phủ Kamakura bấy giờ là Thân vương Koreyasu ra lệnh cho xây dựng thêm Saya-dō bao bọc lấy Kim sắc đường từ bên ngoài. Saya-dō như hiện nay được xây dựng bằng bê tông cốt thép từ năm 1965. Kim sắc đường được bảo vệ trong lồng kính được điều chỉnh nhiệt độ, độ ẩm bên trong Saya-dō này. Còn Saya-dō cũ bằng gỗ được dựng từ thời Kamakura được chỉ định là tài sản văn hóa quan trọng và đã được chuyển đi, cách Kim sắc đường về phía Tây Bắc.
Trải qua thời gian dài, Kim sắc đường chịu nhiều hư hại do chuột nên được tháo dở để trùng tu từ năm 1962~1968 và được phục nguyên hình dáng như thuở ban đầu. Sau khi tháo dở để trùng tu thì những chỗ vật liệu chịu nhiều sức nặng và không thể tái sử dụng đã được bảo quản riêng, và một phần trong số chúng được trưng bày bên trong Saya-dō. Từ năm 1986~1990, Saya-dō cũng được trùng tu lại và thay mới lồng kính bảo vệ Kim sắc đường bên trong. Kim sắc đường được chỉ định là "tạo vật kiến trúc được bảo hộ đặc biệt" (tương ứng với tài sản văn hóa quan trọng theo luật pháp hiện hành) theo luật bảo tồn đền chùa cũ vào năm Meiji thứ 30 (1897). Đến năm 1951, Kim sắc đường được chỉ định là bảo vật quốc gia theo luật bảo hộ tài sản văn hóa.

## Tượng Phật

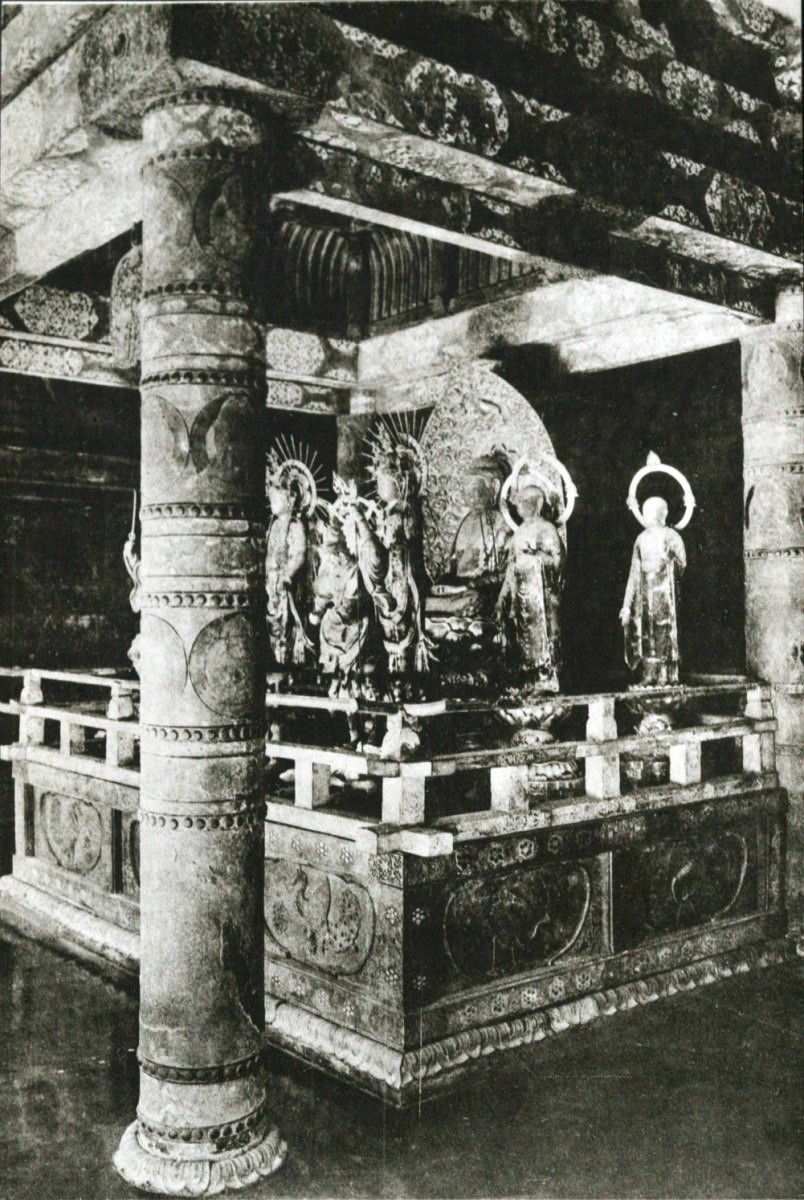
Bên trong đường

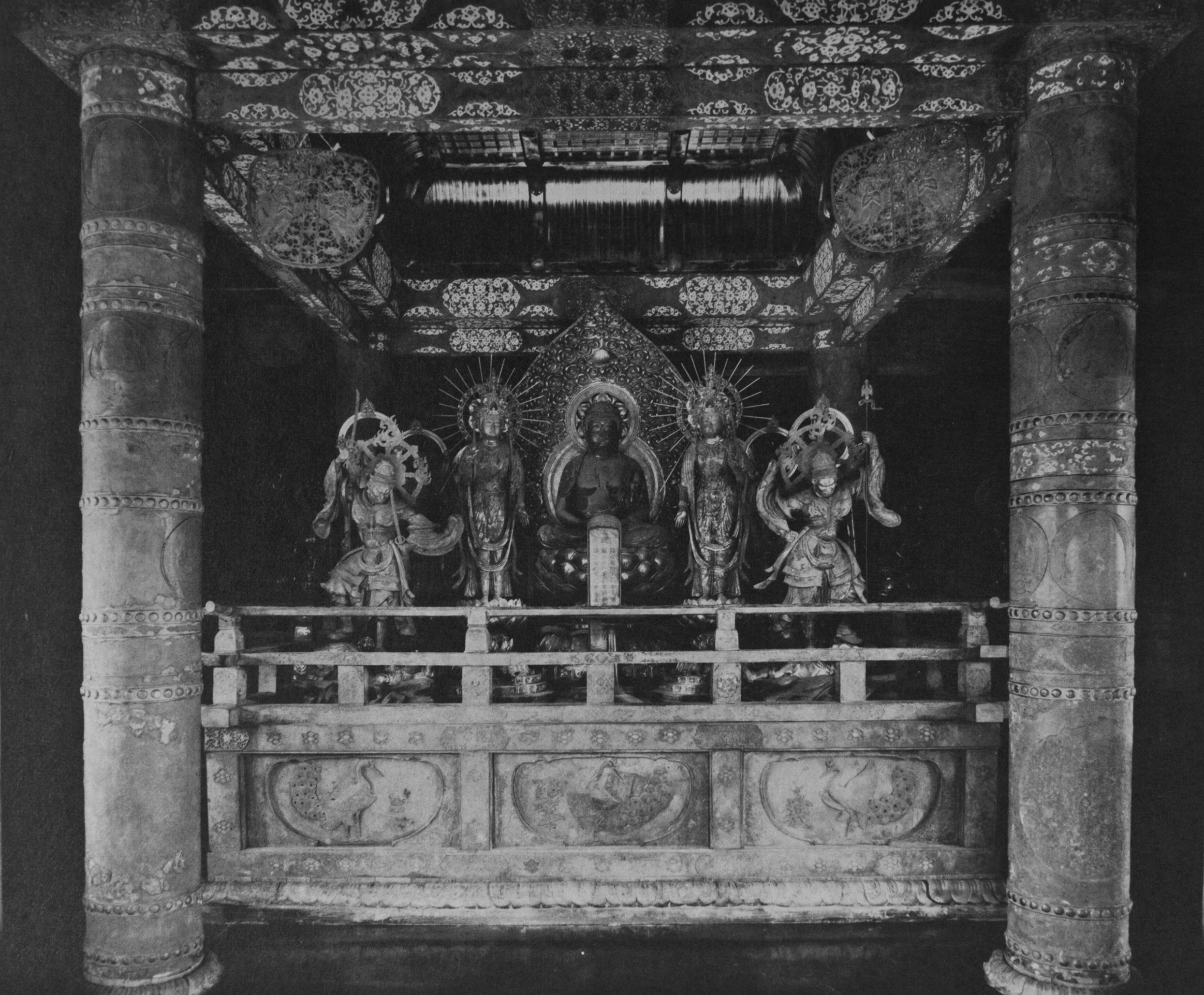
Trung ương đàn

Tượng Phật bố trí trong đường gồm quần tượng 11 pho trên mỗi Tu Di đàn, ở chánh giữa và hai bên tả hữu. Chánh giữa mỗi đàn là tượng A Di Đà Tam Tôn (tượng A Di Đà Như Lai ngồi, tượng Quan Âm Bồ Tát đứng, tượng Thế Chí Bồ tát đứng, hai bên tả hữu lần lượt có 3 pho tượng Địa Tạng Bồ Tát đứng, cả thảy là 6 pho (lục Địa Tạng), phía trước có 2 tượng Thiên vương (Trì Quốc Thiên và Tăng Trưởng Thiên). Nhưng ở Tu Di đàn bên hữu đã mất pho tượng Tăng Trưởng Thiên bên hữu trong số 2 tượng Thiên vương, nên tổng số tượng an trí trong đường còn 32 pho. Và tượng A Di Đà Như Lai ở Tu Di đàn bên hữu được cho là hậu thế mang từ nơi khác đến, không phải là tượng bổn tôn ban đầu của Kim sắc đường, nên tượng gốc trong đường chỉ có 31 pho. Tượng A Di Đà Như Lai ở Tu Di đành chánh giữa và bên tả thì thì hai tay bắt Định ấn, trong khi tượng A Di Đà Như Lai ở Tu Di đàn bên hữu thì tay hữu giơ lên, tay tả hả xuống thành ấn Lai nghênh, và chiều cao cũng thấp hơn một bậc nên thấy rõ ràng là không phải tượng vốn có của Kim sắc đường.
Về chiều cao thì tượng A Di Đà ở Tu Di đàn chánh giữa cao 62.3 cm, tượng Di Đà ở Tu Di đàn bên tả cao 65.4 cm trong khi tượng Di Đà ở đàn bên hữu chỉ cao 48.9 cm, còn các tượng khác cao từ 60~70 cm kể cả đế. Kim sắc đường cũng từng được sửa chữa vào thời Edo. Theo văn thư của Sengaku-in (Tiên Nhạc viện) thì các tượng Phật được đưa ra khỏi Kim sắc đường vào năm Genroku thứ 17 (Tây lịch 1704), nên rất có thể đã phát sinh nhầm lẫn khi di chuyển tượng. Theo tạp ký Hira-izumi thì trong số các tượng A Di Đà thì có 1 pho bị trộm trong thời Edo.
Bên trong Tu Di đàn có an trí thi hài của dòng họ Fujiwara xứ Ōshū, trung ương đàn là Fujiwara no Kiyohira, hữu đàn là con trai Kiyohira là Motohira, tả đàn là cháu trai Hidehira. Kiyohira mất năm Daiji thứ 3 (1128), Motohide mất năm Hogen thứ 2 (1157) còn Hidehira mất năm Bunji thứ 3 (1187), tức 3 thế hệ dòng họ Fujiwara này mất cách nhau chừng 30 năm.
Các pho tượng Phật được suy đoán là bố trí trên 3 Tu Di đàn trong khoảng thời gian trước sau khi 3 nhân vật họ Fujiwara kể trên qua đời ít lâu, và cách bố trí cũng không phải là giữ nguyên từ thời Heian đến nay mà được hậu thế sắp đặt lại nhiều chỗ. Các pho tượng được tạc theo phương pháp ghép nhiều mảnh gỗ lại với nhau (Yosegi-zukuri) và phương pháp đẽo từ một khúc gỗ duy nhất (Ichiboku-zukuri). Quần tượng được làm từ ba loại gỗ Katsura, Hiba và Hinoki và đều được quét sơn. Từ dạng thức của tượng, loại gỗ và phương pháp lắp ghép đều có thể suy đoán được niên đại chế tác.
Trong các pho tượng A Di Đà tam tôn trong Kim sắc đường thì pho tượng A Di Đà ở Tu Di đàn chánh giữa mang dáng dấp tác phẩm của Phật sư Jōchō và Phật sư Empa vào cuối thời Heian, nên người ta suy đoán là được chế tác vào nửa cuối thế kỷ 12 và là tượng bổn tôn nguyên thủy của trung ương đàn. Hai tượng Quan Âm và Thế Chí bên cạnh A Di Đà Như Lai ở trung ương đàn được coi là một bộ. Mặt khác, tượng Thiên vương ở trung ương đàn có thân mảnh khảnh, vặn mạnh hông, giơ cao một chân và một tay, phất mạnh tay áo, thể hiện chuyển động dữ dội. Trong khi đó thì tượng Thiên vương ở tả đàn toàn thân to lớn, động tác cơ thể và vẻ mặt phẫn nộ có phần khiêm nhường. Tượng Thiên vương bên hữu đàn (chỉ còn lại 1 pho) lại có tác phong trung gian giữa tượng ở trung ương đàn và tượng ở tả đàn. Hai tượng Thiên vương ở Bạch Thủy A Di Đà đường (Shiramizu Amida-dō), tỉnh Fukushima (tạo tác khoảng năm 1160) được cho là giống với tượng ở trung ương đàn trong Kim sắc đường, và từ kiểu dáng thì có thể thấy hai tượng Thiên vương ở trung ương đàn hiện tại được tạo tác vào giữa thế kỷ thứ 12, nên suy đoán vốn ban đầu nằm ở hữu đàn (nơi chứa di hài của Motohira).
Còn tượng nhị Thiên vương bên tả đàn hiện tại (chứa thi hài Hidehira) mang tác phong ôn hòa, niên đại trở về trước nữa nên được suy đoán là ban đầu nằm ở trung ương đàn. Như vậy thì tượng Thiên vương bên hữu đàn (hiện chỉ còn 1) vốn ban đầu thuộc bên tả đàn và là tạo vật cuối thời Heian.
Tượng lục Địa Tạng trong Kim sắc đường thì không có sự khác biệt nhiều lắm về dạng thức như tượng nhị Thiên vương. Từ tác phong và kỹ pháp lắp từ nhiều mảnh gỗ, người ta suy đoán lục Địa Tạng ở tả đàn vốn thuộc về trung ương đàn.
Hai tượng Quan Âm, Thế Chí trong bộ A Di Đà tam tôn bên hữu đàn có đặc điểm là thân thon, hông cao và phần đầu nhỏ. Từ kiểu dáng mà nói thì hai tượng bên hữu đàn này vốn cùng một bộ với tượng A Di Đà Như Lai bên tả đàn. Còn tượng A Di Đà Như Lai ngồi bên tả đàn được cho là vốn cùng một bộ với tượng nhị Thiên vương và lục Địa Tạng ở trung ương đàn, và nguyên lai thuộc bên hữu đàn. Như vậy, hai tượng Quan Âm, Thế Chí bên tả đàn cùng tượng nhị Thiên vương, lục Địa Tạng bên hữu đàn vốn ban đầu thuộc bên tả đàn và là tác phẩm vào cuối thời Heian. Sau khi chỉnh lý như trên thì thấy bộ A Di Đà tam tôn ở trung ương đàn và hai tượng Quan Âm, Thế Chí bên tả đàn vốn ở vị trí ban đầu của mình, nhưng tượng A Di Đà bên hữu đàn sau đó được di chuyển sang tả đàn, tượng nhị Thiên vương và lục Địa Tạng ở trung ương đàn bị chuyển sang tả đàn, còn tượng ban đầu ở hữu đàn được chuyển sang trung ương đàn, còn tượng ban đầu ở tả đàn được chuyển sang hữu đàn.

## Di hài của họ Fujiwara và các đồ mai táng

### Di hài
Bên trong Tu Di đàn của Kim sắc đường lần lượt chứa di hài của 4 đời dòng họ Fujiwara theo thứ tự từ là Fujiwara no Kiyohira, Motohira, Hidehira và đầu lâu của Yasuhira. Từng di hài được an trí bên trong trung ương đàn, tả đàn và hữu đàn. Theo ghi chép của chùa thì trung ương đàn an trí di hài của Kiyohira, tả đàn, hữu đàn lần lượt an trí di thể của Motohira và Hidehira nhưng theo kết quả điều tra khoa học vào năm 1950 thì ngược lại, người được an tán bên tả đàn là Hidehira, bên hữu đàn là Motohira. Còn thủ cấp của người chắt, chủ nhân đời thứ 4 và cuối cùng của dòng họ này là Yasuhira (theo chùa là đầu của Tadahira, em trai Yasuhira) được bỏ trong thùng đựng thủ cấp bên hữu đàn. Tả đàn, hữu đàn ở đây là nhìn từ phía tượng bổn tôn, còn nhìn từ góc của người chiêm bái thì ngược lại. Để tránh nhần lẫm, tả đàn còn được gọi là "Tây Bắc đàn" và hữu đàn được gọi là "Tây Nam đàn".
Trong số 3 Tu Di đàn này thì các nhà nghiên cứu đều thống nhất rằng trung ương đàn được tạo ra sớm nhất, còn hữu đàn và tả đàn được tạo tác sau này. Nhưng thời kỳ tạo tác của tả đàn và hữu đàn thì có thuyết cho rằng hữu đàn có trước tả đàn, nhưng cũng có thuyết cho rằng tả đàn và hữu đàn được khai sinh đồng thời.
Fujiwara no Motohira chết năm Hōgen thứ 2 (1157), còn Hidehira chết năm Bunji thứ 3 (1187) nên nếu cho rằng hữu đàn và tả đàn lần lượt được thiết lập sau khi từng người chết thì hai đàn được tạo cách nhau 30 năm. Khi so sánh tả đàn và hữu đàn thì thấy các đồ trang trí, cách thi công trần nhà tuy có khác biệt nhưng hầu như không đáng kể nên không thể kết luận được sự khác biệt này là do chênh lệch thời đại hay do chênh lệhc tay nghề, cá tính của người thợ.
Năm 1950, tờ báo Asahi Shimbun có tổ chức một cuộc điều tra mang tính học thuật về di hài 4 đời của dòng họ Fujiwara và các đồ mai táng. Cuộc điều tra do tiến sĩ vật lý Asahina Tei-ichi làm đoàn trưởng, ngoài ra còn có các nhà chuyên môn khác tham gia, chẳng hạn như học giả nhân loại học, lịch sử mỹ thuật là Hasebe Kotondo, học giả vi sinh vật học Ōtsuki Torao, nhà thực vật học Ōga Ichirō nổi tiếng với đề tài nghiên cứu sen và Mori Kahei, học giả lịch sử kinh tế xã hội nổi tiếng trong việc nghiên cứu lịch sử tỉnh Iwate. Cuộc điều tra mang tính khoa học, các di thể được chụp tia X và kết quả điều tra được tổng hợp trong báo cáo thư "Trung Tôn tự và 4 đời họ Fujiwara". Theo ý kiến của Taruzawa San-no-suke, người phụ trách phân tích hình ảnh tia X thì xác ở trung ương đàn lúc chết đã quá 70 tuổi, nguyên nhân tử vong là xuất huyết não và nửa thân bên trái bị tê liệt. Xác cao tuổi thứ hai nằm ở hữu đàn, tuổi từ 60~70, được suy đoán là chết do viêm tủy sống. Còn xác ở tả đàn trẻ nhất trong 3 xác, tuổi trong khoảng 60 và không thấy vế tích của bệnh mãn tính, được xem là đột tử do tắc mạch máu não khi còn đang khỏe mạnh. Ngày nay người ta xem xác ở trung ương đàn là của Kiyohira, bên hữu đàn là Motohira, tả đàn là Hidehira nên nếu điều này là đúng thì xác ở tả đàn và hữu đàn ngược lại với ghi chép của chùa. Tuy nhiên, năm sinh chính xác của Motohira vẫn chưa được rõ ràng và được sử sách xem là chết quanh tuổi 50, không khớp với kết quả điều tra trên nên cũng có ý kiến cho rằng bên tả đàn là xác của Motohira, còn bên hữu đàn là Hidehira như dữ liệu của chùa.
Về việc các xác này được ướp nhân tạo hay tự nhiên mà trở thành xác ướp thì vẫn chưa được sáng tỏ. Theo Hasebe Kotondo, một thành viên của đoàn điều tra viết trong báo cáo thư thì trong di thể không có dấu vết của xử lý nhân tạo. Còn về quan tài chứa xác (bằng gỗ dát vàng) và đồ mai táng thì kết quả điều tra cho thấy nhiều khả năng bên hữu đàn là của Motohira, bên tả đàn là của Hidehira (ngược với dữ liệu của chùa). Theo ý kiến của một thành viên trong đoàn điều tra là Ishida Mosaku, học giả lịch sử mỹ thuật thì chỉ có quan tài bên tả đàn mới được quét lót bằng bột đất sét nung trước khi quét sơn lên. Đây là kỹ thuật tiên tiến nên quan tài này có niên đại trẻ nhất trong số 3 quan tài nên nhiều khả năng là của Hidehira. Nhưng đoàn điều tra học thuật năm 1950 không phải là những người đầu tiên chạm mắt đến các di thể và quan tài, mà từ thời Edo đã có ghi chép về việc kiểm tra các quan tài này. Theo cuốn "tạp ký Hira-izumi" vào niên hiệu An-ei của thầy thuốc Aihara Tomonao thì trong lần sửa chữa Kim sắc đường năm Genroku thứ 12 (1699), quan tài đã được di chuyển.

### Trung Tôn tự liên hoa
Trong cuộc điều tra năm 1950, người ta phát hiện ra hơn 100 hạt sen bên trong thùng đựng thủ cấp của Fujiwara no Yasuhira. Số hạt sen này được giao lại cho Ōga Ichirō, đệ nhất vương giả về sen bấy giờ có tham gia vào cuộc điều tra. Tuy nhiên ông này đã không làm hạt sen nảy mầm được. Nhưng người đệ tử của Ōga là Nagashima Tokiko đã thành công trong việc làm số hạt sen này nảy mầm. Yasuhira chết năm 811 và số hạt sen này nảy nở, khai hoa vào năm 2000. Hiện nay, loại sen này được gọi là "Trung Tôn tự liên hoa" và được trồng ở chính ngôi chùa này.

### Các đồ mai táng khác
Các đồ mai táng bên trong quan tài gồm các loại áo trắng, đao kiếm, tràng hạt niệm Phật, ngoài ra còn có nhiều thứ không thuộc chủng loại nào, tất cả đều được chỉ định là tài sản văn hóa trọng yếu, có giá trị trong việc nghiên cứu học thuật. Các món đồ này gồm những thứ phong nhã kinh đô cho tới những vật mang đậm tính địa phương như đồ trang sức kiếm bằng sừng nai. Quan tài thì được đóng từ gỗ cây Hiba, bên ngoài dát vàng. Vàng lá được dùng để dát quan tài cùng loại với vàng dát Kim sắc đường, và được cho là để bảo đảm tính thần thánh, thanh tịnh cho người chết. Trong quan tài ở trung ương đàn có thanh kiếm cán bằng gỗ đỏ, thân kiếm có khảm vàng bạc. Khảm lên thân kiếm là điều thường thấy ở thời thượng cổ, nhưng thời Heian thì rất hiếm gặp. Ngoài ra các loại gấm vóc tuy đã rách thành nhiều mảnh nhưng cũng là tư liệu quý trọng vì di vật dệt nhuộm thời Heian rất hiếm.

## Bảo vật quốc gia
Các đồ vật sau được chỉ định là quốc bảo của nước Nhật.
- Bàn gỗ cho đạo sư ngồi: 1 bộ
- Bàn để Phật cụ khảm vỏ ốc: 1 bộ
- Giá treo chuông hoa văn hình Khổng tước: một cái
- Đầu phướn: ba cái
- Hoa Mạn (Keman- đồ trang trí thanh Nageshi trong Phật đường) bằng hợp kim vàng, đồng, có hoa văn hình chim Ca Lăng Tần Già: 6 tấm.

Trong số 6 tấm Hoa Mạn thì 2 tấm đã gửi cho viện bác vật Tōkyō, 1 tấm và 1 đầu phướn gửi cho viện bác vật Nara, bàn gỗ được gửi cho viện bác vật Sendai.
Ngoài ra, bản thân Kim sắc đường cùng nhiều đồ vật liên quan khác cũng được chỉ định là quốc bảo Nhật Bản. Bản thân Kim sắc đường cùng Trung Tôn tự là một thành phần trong quần thể di tích Hira-zumi thể hiện cho cõi Cực Lạc Tịnh Độ ở trần gian. Quần thể di tích Hira-izumi này được UNESCO công nhận là di sản Thế giới vào ngày 26 tháng 6 năm 2011.

### Đặt tên
Một nhà thiên văn nghiệp dư người Nhật Tsutomu Seki đã phát hiện ra 2 tiểu hành tinh mới và đặt tên cho chúng là Konjikido (Kim sắc đường) và Hakurojo (Bạch Lộ thành, tên gọi khác của thành Himeji). Tên này đã được đăng ký với trung tâm liên hợp tiểu hành tinh thiên văn học vào ngày 30 tháng 9 năm 2010.

## Cước chú
1. ↑  人類学のすすめ: 日本の人骨発見史５．中尊寺藤原氏四代のミイラ Lưu trữ ngày 10 tháng 8 năm 2014 tại Wayback Machine 23/12/2013
2. ↑  "中尊寺ハス". Bản gốc lưu trữ ngày 10 tháng 8 năm 2014. Truy cập ngày 6 tháng 8 năm 2014.
3. ↑  アマ天文家が白鷺城、金色堂命名 自身で発見の小惑星 - 47NEWS（よんななニュース）
4. ↑  Planety - Planetky - Planetka Konjikido
5. ↑  (29252) Konjikido = 1993 BY2 "Konjikido, the Golden Hall of Chusonji Temple in Iwate prefecture, was built in 1124 by Fujiwara Kiyohira" IAU Minor Planet Center